# Bouti Sayah
Bouti Sayah (în arabă بوطى السايح) este o comună din provincia M'Sila, Algeria.
Populația comunei este de 9.042 de locuitori (2008).